# Llista d'espècies del gènere Schinus
Llista d'espècies del gènere Schinus:
- Schinus andinus (Engl.) I.M. Johnst. 1938
  - Schinus andinus var.andinus
  - Schinus andinus var. subtridentatus (Kuntze) F.A. Barkley 1944
- Schinus angustifolius Sessé & Moc. 1890
- Schinus antiarthriticus Mart. ex Marchand 1869
- Schinus areira L. 1753
- Schinus bituminosus Salisb. 1796
- Schinus bonplandianus Marchand 1869
- Schinus brasiliensis March. ex Cabrera 1938
- Schinus bumelioides I.M. Johnst. 1938
- Schinus cabrerae F.A. Barkley 1944
- Schinus chebataroffi Herter
- Schinus chichita Speg. 1883
- Schinus crenatus Engl.
- Schinus dentatus Andrews 1799
- Schinus dependens Orteg. 1798
  - Schinus dependens var. alfa Engl.
  - Schinus dependens var. andinus Engl. 1883
    - Schinus dependens fo. arenicola Hauman

  - Schinus dependens var. brevifolia Fenzl ex Engl. 1876
  - Schinus dependens var. crenatus Engl. 1876
    - Schinus dependens fo. grandifolia Loes. 1915

  - Schinus dependens var. longifolia Fenzl. ex Engler in Martius 1876
  - Schinus dependens subsp. obovatus Engl.
    - Schinus dependens var. obovatus Engl. 1876

  - Schinus dependens var. ovatus (Lindl.) Marchand 1869
  - Schinus dependens var. paraguariensis Hassl. 1913
  - Schinus dependens var. parviflorus Marchand 1869
  - Schinus dependens var. patagonica Phil.
  - Schinus dependens var. subintegra Engl. 1876
  - Schinus dependens var. tomentosa R.E. Fr. 1908
- Schinus discolor Benth. 1844
- Schinus diversifolius Rusby 1895
- Schinus engleri F.A. Barkley 1944
  - Schinus engleri var. engleri
  - Schinus engleri var. uruguayensis F.A. Barkley 1957
- Schinus fagara L. 1753
- Schinus fasciculatus (Griseb.) I.M. Johnst. 1938
  - Schinus fasciculatus var. arenarius
  - Schinus fasciculatus var. arenicola (Hauman) F.A. Barkley 1957
  - Schinus fasciculatus var. boliviensis F.A. Barkley 1944
  - Schinus fasciculatus var. fasciculatus
- Schinus ferox Hassl. 1913
- Schinus gracilipes I.M. Johnst. 1938
  - Schinus gracilipes var. gracilipes
  - Schinus gracilipes var. pilosus F.A. Barkley 1957
- Schinus huigan Molina 1810
- Schinus huygan Ruiz ex Engl. 1876
- Schinus huyngan Kuntze 1898
  - Schinus huyngan var. heterophyllus Kuntze
  - Schinus huyngan var. longifolius Kuntze 1898
  - Schinus huyngan var. obovatus Kuntze
  - Schinus huyngan var. subtridentatus Kuntze 1898
- Schinus indicus Burm. 1768
- Schinus johnstonii F.A. Barkley 1944
- Schinus kauselii F.A. Barkley 1957
- Schinus latifolius (Gillies ex Lindl.) Engl. 1876
  - Schinus latifolius var. tomentosus Fenzl
- Schinus lentiscifolius Marchand 1869
  - Schinus lentiscifolius var. angustifolia Chodat & Hassl. 1903
    - Schinus lentiscifolius fo. flexuosa Chodat & Hassl. 1903
    - Schinus lentiscifolius fo. subobtusa Chodat & Hassl. 1903
- Schinus leucocarpus Mart. ex Engl. in Mart. & Eichl. 1887
- Schinus limonia L. 1753
- Schinus longifolius (Lindl.) Speg. 1910
  - Schinus longifolius var. longifolius
  - Schinus longifolius var. paraguariensis (Hassl.) F.A. Barkley 1957
- Schinus marchandii F.A. Barkley 1944
- Schinus maurioides Rusby 1912
- Schinus mellisii Engl. 1881
- Schinus meyeri F.A. Barkley 1973
- Schinus microphyllus I.M. Johnst. 1938
  - Schinus microphyllus var. andinus (Engl.) J.F. Macbr. 1951
- Schinus molle L. 1753
  - Schinus molle var. areira (L.) DC. 1825
  - Schinus molle var. argentifolius Marchand 1869
  - Schinus molle var. hassleri F.A. Barkley 1944
  - Schinus molle var. huigan (Molina) Marchand 1869
  - Schinus molle var. huyngan (Molina) March. 1869
  - Schinus molle var. molle
  - Schinus molle var. rusbyi F.A. Barkley 1944
- Schinus molleoides Vell. 1825 [1829]
- Schinus montanus (Phil.) Engl. 1881
  - Schinus montanus var. crenuloides F.A. Barkley 1944
  - Schinus montanus var. patagonicus Reiche
- Schinus mucronulatus Mart. 1843
- Schinus myricoides L.
- Schinus myrtifolius (Griseb.) Cabrera 1937
- Schinus occidentalis Sessé & Moc. 1890
- Schinus odonellii F.A. Barkley 1957
- Schinus paraguariensis (Hassl.) F.A. Barkley 1944
- Schinus patagonicus (Phil.) I.M. Johnst. 1939
  - Schinus patagonicus var. crenuloides (F.A. Barkley) F.A. Barkley 1957
  - Schinus patagonicus var. patagonicus
- Schinus pearcei Engl. 1881
- Schinus piliferus I.M. Johnst. 1938
  - Schinus piliferus var. boliviensis (F.A. Barkley) F.A. Barkley 1957
  - Schinus piliferus var. cabrerae (F.A. Barkley) F.A. Barkley 1957
  - Schinus piliferus var. piliferus
- Schinus polygamus (Cav.) Cabrera 1937
  -     - Schinus polygamus fo. arenicola (Hauman) Cabrera
    - Schinus polygamus fo. australis Cabrera
    - Schinus polygamus fo. chubutensis Cabrera 1938
    - Schinus polygamus fo. crenatus (Phil.) Cabrera 1938
    - Schinus polygamus fo. fasciculatus (Griseb.) Cabrera
    - Schinus polygamus fo. heterophyllus (Kuntze) Cabrera
    - Schinus polygamus fo. ovatus (Lindl.) Cabrera
    - Schinus polygamus fo. parviflorus (March.) Cabrera 1938

  - Schinus polygamus var. parviflorus (Arechav.) F.A. Barkley 1944
    - Schinus polygamus fo. patagonicus (Phil.) Cabrera

  - Schinus polygamus var. polygamus
- Schinus praecox (Griseb.) Speg. 1911
- Schinus pubescens (A. St.-Hil. & Tul.) Spreng. ex Mart. 1874
- Schinus ramboi F.A. Barkley 1957
- Schinus resinosus Rojas Acosta nom. nud.
- Schinus rhoifolius Mart. 1837
- Schinus roigii Ruiz Leal & Cabrera 1955
- Schinus sinuatus (Griseb.) Engl.
- Schinus spinosus Engl. 1887
- Schinus tenuifolius Steud. 1841
- Schinus terebinthifolius Raddi 1820
  - Schinus terebinthifolius var. acutifolius Engl. 1876
  - Schinus terebinthifolius var. damazianus Beauverd 1905
  - Schinus terebinthifolius var. glazioviana Engl.
  - Schinus terebinthifolius var. pohlianus Engl. 1876
  - Schinus terebinthifolius var. raddianus Engl. 1876
  - Schinus terebinthifolius var. rhoifolius (Mart.) Engl. 1876
  - Schinus terebinthifolius var. selloanus Engler in Mart. 1876
  - Schinus terebinthifolius var. terebinthifolius
  - Schinus terebinthifolius var. ternifolius March. 1869
- Schinus ternifolia Gillies ex Hook. & Arn. 1833
- Schinus tomentosa Rusby 1912
- Schinus tragodes L. 1753
- Schinus velutinus (Turcz.) I.M. Johnst. 1938
- Schinus venturii F.A. Barkley 1944
- Schinus weinmannifolius Engl. 1876
  - Schinus weinmannifolius var. angustifolius F.A. Barkley 1944
  - Schinus weinmannifolius var. dubius F.A. Barkley 1944
    - Schinus weinmannifolius fo. glabrescens Chodat & Hassl. 1904

  - Schinus weinmannifolius var. hassleri (F.A. Barkley) F.A. Barkley 1957
  - Schinus weinmannifolius var. intermedius Chodat & Hassl. 1904
  - Schinus weinmannifolius var. pauciflorus Engl. in Mart. 1876
    - Schinus weinmannifolius fo. paucijuga Chodat & Hassl. 1904
    - Schinus weinmannifolius fo. pubescens Chodat & Hassl. 1903

  - Schinus weinmannifolius var. ridelianus Chodat & Hassl.
  - Schinus weinmannifolius var. riedelianus Engl. 1876
  - Schinus weinmannifolius var. weinmannifolius